# Thomas Beauregard
Pour les articles homonymes, voir Beauregard.
Thomas Beauregard (né le 9 février 1986 à Montréal, Québec au Canada) est un joueur professionnel canadien de hockey sur glace.

## Carrière de joueur
En 2006-2007, lors de sa cinquième saison avec le Titan d'Acadie-Bathurst de la Ligue de hockey junior majeur du Québec, il est le meilleur marqueur de la ligue avec 71 buts.
Il mérite alors un contrat de deux ans avec les Bulldogs de Hamilton, club-école des Canadiens de Montréal dans la Ligue américaine de hockey. Il participe au camp d'entraînement du club montréalais en septembre 2007. Les Bulldogs l’envoient dans l'East Coast Hockey League où il remporte la Coupe Kelly avec les Cyclones de Cincinnati.
Lors de la saison 2009-2010 il dispute deux matchs avec les Falcons de Springfield de la Ligue américaine de hockey, en plus de porter les couleurs des Nailers de Wheeling et des Jackals d'Elmira dans l'ECHL.
La saison suivante il joue en Europe, alors qu’il porte l’uniforme du Esbjerg fB Ishockey de l’AL-Bank ligaen (Danemark) et du Rosenborg IHK de la GET ligaen (Norvège).
De retour en Amérique-du-Nord, il passe la saison 2010-2011 avec le Thunder de Wichita de la Ligue centrale de hockey et la saison 2012-2013 avec les Bulls de San Francisco et les Komets de Fort Wayne de l'ECHL.
Après avoir commencé la saison 2013-2014 avec les Oilers de Tulsa et le Thunder de Wichita de la Ligue centrale de hockey, il signe le 29 novembre un contrat avec le Viking de Trois-Rivières de la Ligue nord-américaine de hockey.
En 2014, Thomas quitte le continent Américain pour rejoindre l’Europe en signant avec le HC Ajoie, club de la deuxième division suisse.

## Statistiques
| Saison    | Équipe                         | Ligue          |    | Saison régulière | Saison régulière | Saison régulière | Saison régulière | Saison régulière |    | Séries éliminatoires | Séries éliminatoires | Séries éliminatoires | Séries éliminatoires | Séries éliminatoires |
| Saison    | Équipe                         | Ligue          | PJ | B                | A                | Pts              | Pun              | PJ               | B  | A                    | Pts                  | Pun                  |                      |                      |
| 2002-2003 | Titan d'Acadie-Bathurst        | LHJMQ          | 48 | 16               | 14               | 30               | 6                | 4                | 0  | 1                    | 1                    | 2                    |                      |                      |
| 2003-2004 | Titan d'Acadie-Bathurst        | LHJMQ          | 65 | 18               | 28               | 46               | 14               | -                | -  | -                    | -                    | -                    |                      |                      |
| 2004-2005 | Titan d'Acadie-Bathurst        | LHJMQ          | 5  | 3                | 3                | 6                | 0                | -                | -  | -                    | -                    | -                    |                      |                      |
| 2005-2006 | Titan d'Acadie-Bathurst        | LHJMQ          | 69 | 46               | 42               | 88               | 38               | 18               | 13 | 4                    | 17                   | 6                    |                      |                      |
| 2006-2007 | Titan d'Acadie-Bathurst        | LHJMQ          | 69 | 71               | 53               | 124              | 44               | 12               | 5  | 6                    | 11                   | 6                    |                      |                      |
| 2007-2008 | Cyclones de Cincinnati         | ECHL           | 59 | 31               | 34               | 65               | 33               | 19               | 9  | 7                    | 16                   | 20                   |                      |                      |
| 2008-2009 | Bulldogs de Hamilton           | LAH            | 8  | 2                | 1                | 3                | 6                | -                | -  | -                    | -                    | -                    |                      |                      |
| 2008-2009 | Cyclones de Cincinnati         | ECHL           | 25 | 15               | 13               | 28               | 2                | -                | -  | -                    | -                    | -                    |                      |                      |
| 2009-2010 | Falcons de Springfield         | LAH            | 2  | 0                | 1                | 1                | 2                | -                | -  | -                    | -                    | -                    |                      |                      |
| 2009-2010 | Nailers de Wheeling            | ECHL           | 57 | 34               | 23               | 57               | 18               | -                | -  | -                    | -                    | -                    |                      |                      |
| 2009-2010 | Jackals d'Elmira               | ECHL           | 14 | 5                | 5                | 10               | 4                | 5                | 0  | 2                    | 2                    | 0                    |                      |                      |
| 2010-2011 | Esbjerg fB Ishockey            | AL-Bank ligaen | 11 | 4                | 2                | 6                | 2                | -                | -  | -                    | -                    | -                    |                      |                      |
| 2010-2011 | Rosenborg IHK                  | GET ligaen     | 32 | 18               | 15               | 33               | 34               | 4                | 1  | 0                    | 1                    | 12                   |                      |                      |
| 2011-2012 | Thunder de Wichita             | LCH            | 60 | 22               | 37               | 59               | 15               | 16               | 8  | 12                   | 20                   | 2                    |                      |                      |
| 2012-2013 | Bulls de San Francisco         | ECHL           | 5  | 1                | 2                | 3                | 0                | -                | -  | -                    | -                    | -                    |                      |                      |
| 2012-2013 | Komets de Fort Wayne           | ECHL           | 57 | 24               | 10               | 34               | 8                | -                | -  | -                    | -                    | -                    |                      |                      |
| 2013-2014 | Oilers de Tulsa                | LCH            | 5  | 0                | 1                | 1                | 2                | -                | -  | -                    | -                    | -                    |                      |                      |
| 2013-2014 | Thunder de Wichita             | LCH            | 9  | 0                | 5                | 5                | 2                | -                | -  | -                    | -                    | -                    |                      |                      |
| 2013-2014 | Viking de Trois-Rivières       | LNAH           | 26 | 21               | 32               | 53               | 2                | 12               | 11 | 14                   | 25                   | 0                    |                      |                      |
| 2014-2015 | HC Ajoie                       | LNB            | 30 | 12               | 9                | 21               | 6                | 5                | 2  | 1                    | 3                    | 0                    |                      |                      |
| 2015-2016 | Blizzard CNS de Trois-Rivières | LNAH           | 40 | 33               | 36               | 69               | 6                | 7                | 3  | 2                    | 5                    | 0                    |                      |                      |
| 2016-2017 | Blizzard CNS de Trois-Rivières | LNAH           | 2  | 0                | 0                | 0                | 0                | -                | -  | -                    | -                    | -                    |                      |                      |
| 2016-2017 | Alba Volán Székesfehérvár      | EBEL           | 37 | 11               | 10               | 21               | 12               | -                | -  | -                    | -                    | -                    |                      |                      |
| 2017-2018 | Assurancia de Thetford         | LNAH           | 33 | 8                | 22               | 30               | 8                | 4                | 1  | 6                    | 7                    | 0                    |                      |                      |
| 2018-2019 | Assurancia de Thetford         | LNAH           | 3  | 1                | 0                | 1                | 2                | -                | -  | -                    | -                    | -                    |                      |                      |
| 2018-2019 | Pétroliers du Nord             | LNAH           | 28 | 13               | 7                | 20               | 4                | -                | -  | -                    | -                    | -                    |                      |                      |
| 2019-2020 | Éperviers de Sorel-Tracy       | LNAH           | 32 | 9                | 13               | 22               | 6                | -                | -  | -                    | -                    | -                    |                      |                      |

## Trophées et honneurs personnels
- Ligue de hockey junior majeur du Québec
  - 2006-2007 : nommé dans la 1re équipe d'étoiles et termine meilleur buteur de la ligue (71 buts).
- East Coast Hockey League
  - 2007-2008 : remporte la Coupe Kelly avec les Cyclones de Cincinnati.

## Parenté dans le sport
- Frère du joueur David-Alexandre Beauregard.